# نئو-سایکدلیا
نئو-سایکدلیا (به انگلیسی: Neo-psychedelia) یک جریان موسیقی راجع به ایجاد موسیقی با تأثیرات و ویژگی‌های موسیقی سایکدلیک در دهه ۱۹۷۰ است. سایکدلیا یک جریان موسیقی از دهه ۱۹۶۰ بود که توسط اثرات سایکدلیک (از جمله تغییرات صدا، آهنگ‌های طولانی و معمولاً پیچیده، متن‌های شاعرانه و موضوعات روانشناختی) شناخته می‌شد. در دهه ۱۹۷۰، بسیاری از گروه‌ها و هنرمندان موسیقی بر اساس این تأثیرات و ویژگی‌ها موسیقی خود را تولید کردند، که به عنوان «نئو-سایکدلیا» شناخته می‌شود.
«نئو-سایکدلیا» تلاش می‌کند تا اصول و تأثیرات سایکدلیا را با الهام از دهه ۱۹۶۰، با رویکردی مدرنتر و تجدیدنظر شده، به روز کند. این جریان موسیقی شاهد تنوعی از سبک‌ها و زیرشاخه‌ها است که از راک سایکدلیا تا پاپ سایکدلیا و حتی الکترونیک سایکدلیا می‌تواند متنوع باشد.
این موسیقی که از دهه ۱۹۷۰ سرچشمه می‌گیرد، گهگاه شاهد موفقیت‌های پاپ اصلی بوده‌است، اما معمولاً در صحنه‌های آلترناتیو راک مورد بررسی قرار می‌گیرد. در ابتدا، این ژانر به عنوان یک توسعه از صحنه پست-پانک بریتانیایی شکل گرفت، جایی که به نام "اسید پانک" نیز شناخته می‌شد. پس از پست-پانک، نئو-سایکدلیا به یک جنبش گسترده‌تر و بین‌المللی از هنرمندان تبدیل شد که روح سایکدلیک راک را به صداها و تکنیک‌های جدید اعمال کردند.
در موسیقی نئو-سایکدلیا، ممکن است از صداها و افکار مرتبط با مسائل مثل روان‌شناسی، واقعیت‌های مختلف، تجربیات عمیق، و حتی مواد مخدر استفاده شود. از لحاظ صوتی، موسیقی نئو-سایکدلیا ممکن است از ترکیباتی از سازها، صداهای فضایی، افکت‌های صدایی و الکترونیکی استفاده کند تا یک تجربه شنیداری منحصربفرد ایجاد کند.
بعضی از نمونه‌های معروف موسیقی نئو-سایکدلیا شامل گروه‌ها و هنرمندانی مثل "فلیمینگ لیپس", "تیم ایمپالا", "ام‌جی‌ام‌تی", "انیمال کالکتیو", "Foxygen" و "Pond" هستند. این گروه‌ها با تلفیق مؤلفه‌های موسیقی سایکدلیک با تکنیک‌ها و صداهای مدرن، به خلق آثاری نئو-سایکدلیایی مشهور شده‌اند.
نئو-سایکدلیا همچنین ممکن است شامل هجوم به سایکدلیک پاپ، راک گیتار ژانگلی، جم‌های آزاد با تنش شدید در صدا، یا آزمایش‌های ضبط شود. موجی از آلترناتیو راک بریتانیایی در دهه ۱۹۸۰ باعث ایجاد زیرشاخه‌های دریم پاپ و شوگیزینگ شد.